# Zigeunermeisje
Het zigeunermeisje is een bekend schilderij van de Nederlandse schilder Frans Hals. Het schilderij dateert uit ca. 1626 en is op paneel gemaakt. Het hangt tegenwoordig in Parijs in het Louvre en is 58 bij 52 centimeter.
Portret van een jongeman met een schedel (1616-18) · Huwelijksportret van Isaac Massa en Beatrix van der Laen (ca. 1622) · Luitspeler (ca. 1623) · Zingende jongen met een fluit (1623) · De lachende cavalier (1624) · Lachende jongen (ca. 1625) · Portret van Willem van Heythuysen (1625-30) · Zigeunermeisje (ca. 1626) · Portret van een man met het kaakbeen van een koe in zijn hand (ca. 1627) · De vrolijke drinker (1628-30) · Pekelharing (ca. 1630) · De magere compagnie (1633-37) · Malle Babbe (1633-35) · Portret van een man (ca. 1634) · Portret van een zittende man (ca. 1660, atelier)